# Artiste du peuple
Ne doit pas être confondu avec Artiste national.
Artiste du peuple est un titre honorifique de certains autres pays et anciens pays du bloc de l'Est, calquée sur le titre d'artiste du peuple de l'URSS.
Ce terme traduit deux titres russes : народный артист (au féminin народная артистка), récompensant les artistes du spectacle vivant et народный художник pour les arts visuels. Ces deux titres sont décernés aux personnes du domaine de la culture ayant fait un apport remarquable au développement du théâtre, du cinéma et de la musique.
Certains autres arts ont donné lieu a des titres spéciaux : architecte du peuple, écrivain du peuple, poète du peuple, peintre du peuple.